# Риновский
Риновский — хутор в Тереньгульском районе Ульяновской области. Входит в состав Ясашноташлинского сельского поселения.

## География
Находится на расстоянии примерно 19 километров по прямой на северо-запад от районного центра поселка Тереньга.

## История
В 1913 на хуторе было 50 дворов, 301 житель. В поздний советский период работал совхоз «Ясашноташлинский».

## Население
Население составляло 57 человек (русские 96%) в 2002 году, 50 по переписи 2010 года.